# هاداكا ماتسوري
هاداكا ماتسوري' (裸祭り "مهرجان العراة") هو نوع من المهرجانات اليابانية ، أو الماتسوري، حيث يرتدي المشاركون الحد الأدنى من الملابس؛ عادة ما يكون مجرد مئزر فوندوشي ، وأحيانًا مع معطف قصير من الهابي ، ونادرًا ما يكونن عارياً تمامًا.

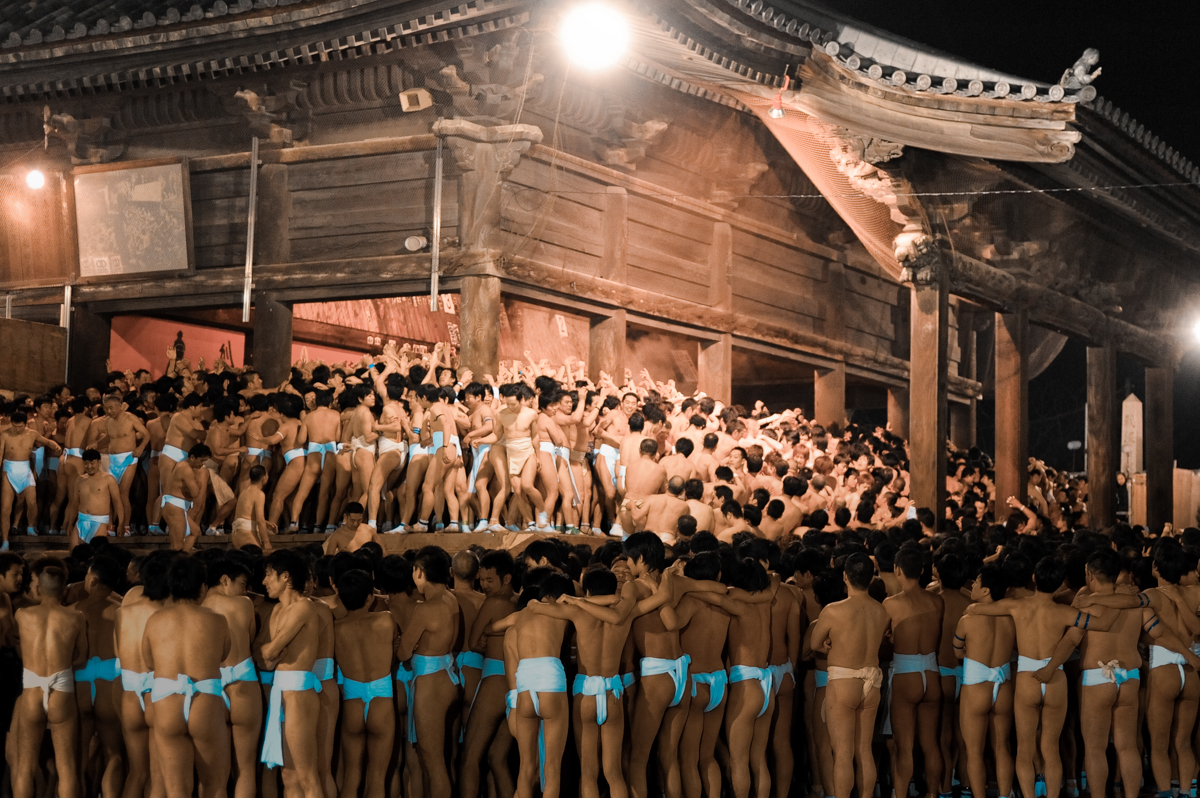
مهرجان العراة في سايدايجي باليابان

تقام مهرجانات العراة في عشرات الأماكن في جميع أنحاء اليابان كل عام، عادة في الصيف أو الشتاء.

## أنظر أيضا
- فوندوشي
- يوم تعري الصدر
- تاموتسو ياتو